# Ruwala
Ruwala és una tribu molt important de l'Aràbia del nord del grup anaza. Habiten principalment Tayma, Jubba, Wadi Sirhan, Khaybar, al-Wudiyan, al-Labba, Hamad i Hauran. Serien la més nombrosa de les tribus del desert nord-aràbic i a finals del segle XX es calculava que eren més de mig milió comptant els de l'Aràbia Saudita, Síria i Jordània. La tradició els fa descendents d'Anaz, germà de Maaz ibn Wail.
La seva història es coneix només al segle XIX: eren oposats als wahhabites, però el 1809 van derrotar prop de Bagdad a un exèrcit otomà que perseguia a aquells; a canvi els Al Saüd els van eximir de l'obligació de reconèixer la seva sobirania i van adquirir plena independència. La derrota otomana també va fer que la Porta reconegués la independència de la tribu. El 1909 Nawwaf ibn Shuri Shalan (en contra del parer del seu pare el xeic) va recuperar al-Djawf del que s'havien apoderat els Banu Rashid de Jabal Shammar. Després de la I Guerra Mundial Nawwaf volia formar un regne (Regne Shalan d'Aràbia del Nord) però la seva mort el 1921 i l'establiment dels mandats britànic a Transjordània i francès a Síria, van acabar amb el projecte. Nuri Shalan, pare de Nawwaf, va entregar al-Djawf als Al Saüd el 1926 pel tractat de Hadda i fou reconegut com a emir.
Alguns ruwala van formar part dels al-Ikhwan i altres van servir a la Legió Àrab. Shaykh Faysal ibn Fawwaz, net de Nuri Shalan, va succeir al seu avi el 1936; Nuri fou membre de la cambra de diputats fins al 1936 i després el va substituir el seu net Fawwaz ibn Nawwaf; als anys seixanta, manats per Nuri ibn Fawwaz, es van dedicar al contraban a la frontera de Jordània amb centre a al-Risha però quan els Shalan es van reconciliar amb el govern sirià el contraban es va acabar; el 1993 era emir Mitib ibn Fawwaz.
Durant el segle XX els emirs residien prop de Damasc i la tribu fou considerada siriana però als que pasturaven a Aràbia Saudita se'ls va reconèixer la nacionalitat saudita. Entre 1958 i 1962 a causa de la sequera, molts ruwala van ingressar a la Guàrdia Nacional Saudita; les dificultats amb el partit Baath que governava a Síria, els va decantar cap al servei als saudites. Avui dia tenen ramats i terres a Aràbia Saudita i en menor mesura a Jordània i Síria.